# Гуляренко, Степан Никифорович
Степан Никифорович Гуляренко (13 июля 1894 год, с. Гранов, Подольская губерния, Российская империя — дата и место смерти не известны, СССР) — колхозник, агроном, Герой Социалистического Труда (1948).

## Биография
Родился 13 июля 1894 года в селе Гранов (ныне — Гайсинский район, Винницкая область, Украина).
После окончания Одесской школы плодоводства с 1911 года работал агрономом-плодоводом у частных промышленников-садоводов.
В 1915 году был призван на военную службу в царскую армию, в 1917 году добровольно перешёл на сторону Красной Армии, принимал участие в Гражданской войне.
В 30-е годы XX столетия переехал в Джамбульскую область Казахской АССР.
C 1936 года работал главным агрономом в Меркенском районном управлении сельского хозяйства. Благодаря деятельности Степана Гуляренко колхозы Меркенского района в 1947 году перевыполнили план по урожаю на 44,2 %. За эффективное применение агрономических методов на территории Меркенского района Степан Гуляренко был удостоен в 1948 году звания Героя Социалистического Труда.
Проживал в с. Мерке Джамбульской области.

## Награды
- Герой Социалистического Труда (1948)
- Орден Ленина (1948)